# Neuvillette (Somme)
Neuvillette és un municipi francès situat al departament del Somme i a la regió dels Alts de França. L'any 2007 tenia 181 habitants.

## Demografia

### Població

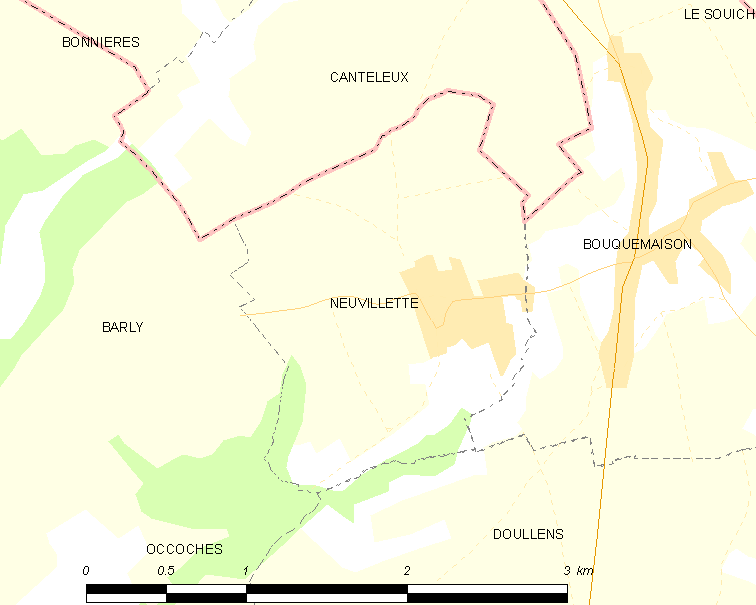
municipi

El 2007 la població de fet de Neuvillette era de 181 persones. Hi havia 68 famílies de les quals 12 eren unipersonals (4 homes vivint sols i 8 dones vivint soles), 20 parelles sense fills, 32 parelles amb fills i 4 famílies monoparentals amb fills.

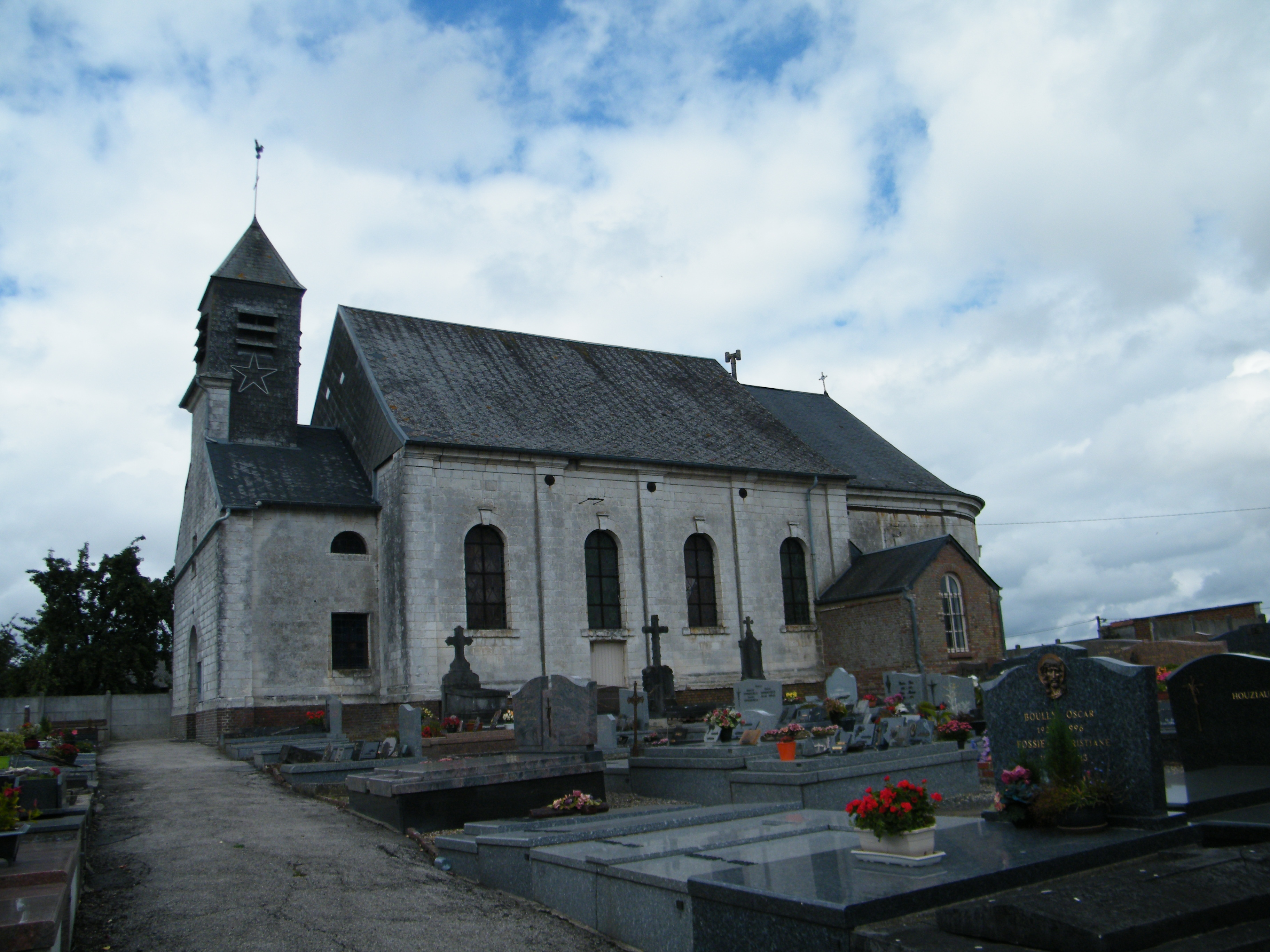
església

La població ha evolucionat segons el següent gràfic:
Habitants censats

### Habitatges

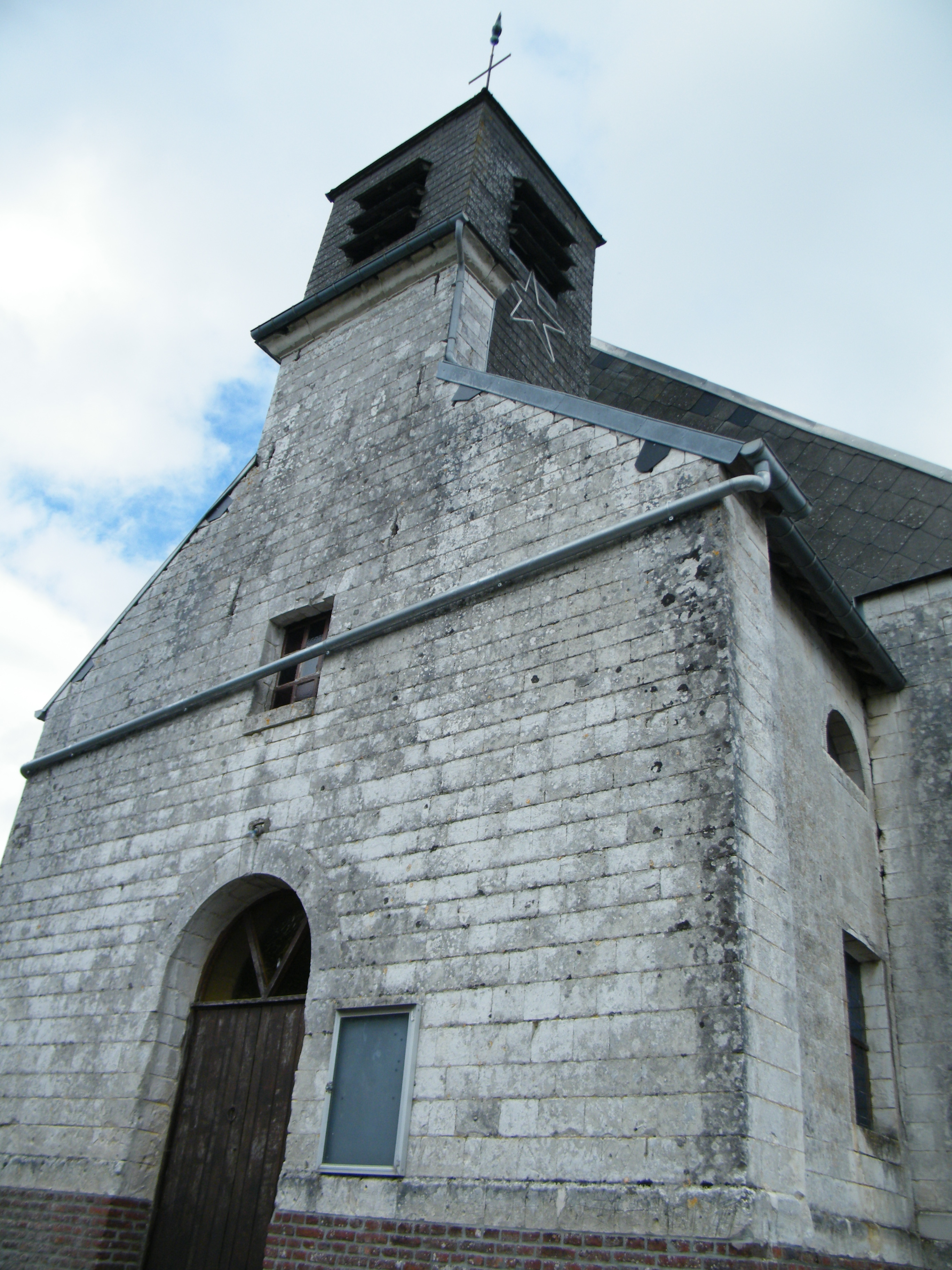

El 2007 hi havia 84 habitatges, 68 eren l'habitatge principal de la família, 10 eren segones residències i 6 estaven desocupats. Tots els 84 habitatges eren cases. Dels 68 habitatges principals, 64 estaven ocupats pels seus propietaris, 2 estaven llogats i ocupats pels llogaters i 2 estaven cedits a títol gratuït; 10 tenien tres cambres, 26 en tenien quatre i 31 en tenien cinc o més. 60 habitatges disposaven pel capbaix d'una plaça de pàrquing. A 25 habitatges hi havia un automòbil i a 37 n'hi havia dos o més.

### Piràmide de població

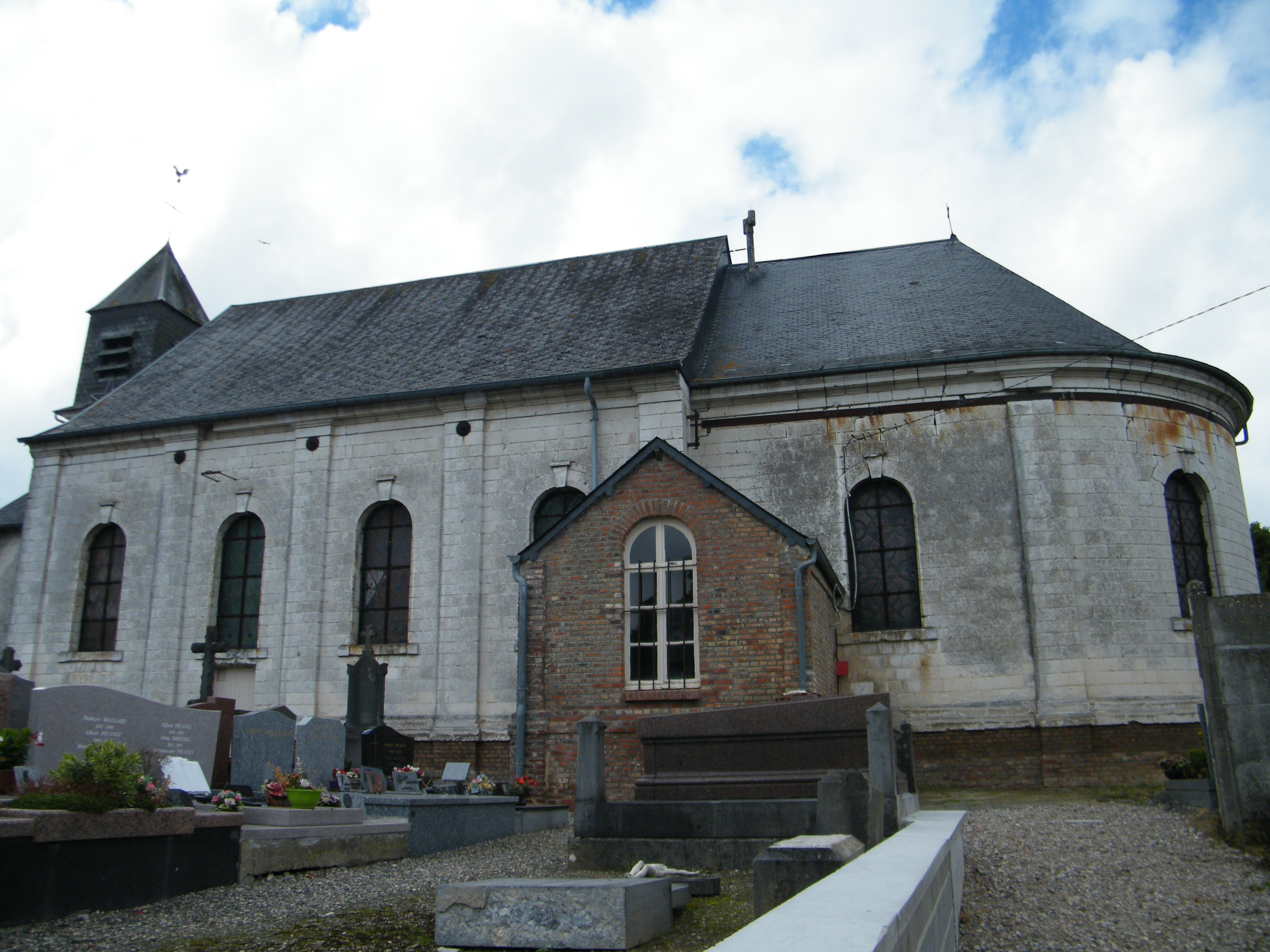

La piràmide de població per edats i sexe el 2009 era:
| Homes | Edats   | Dones |
| ----- | ------- | ----- |
| 4     | 95 o +  | 0     |
| 0     | 90 a 94 | 0     |
| 0     | 85 a 89 | 4     |
| 0     | 80 a 84 | 0     |
| 4     | 75 a 79 | 0     |
| 4     | 70 a 74 | 4     |
| 4     | 65 a 69 | 8     |
| 4     | 60 a 64 | 4     |
| 0     | 55 a 59 | 0     |
| 0     | 50 a 54 | 0     |
| 8     | 45 a 49 | 8     |
| 8     | 40 a 44 | 4     |
| 12    | 35 a 39 | 4     |
| 16    | 30 a 34 | 12    |
| 4     | 25 a 29 | 8     |
| 0     | 20 a 24 | 8     |
| 0     | 15 a 19 | 8     |
| 0     | 10 a 14 | 8     |
| 4     | 5 a 9   | 20    |
| 4     | 0 a 4   | 16    |

## Economia

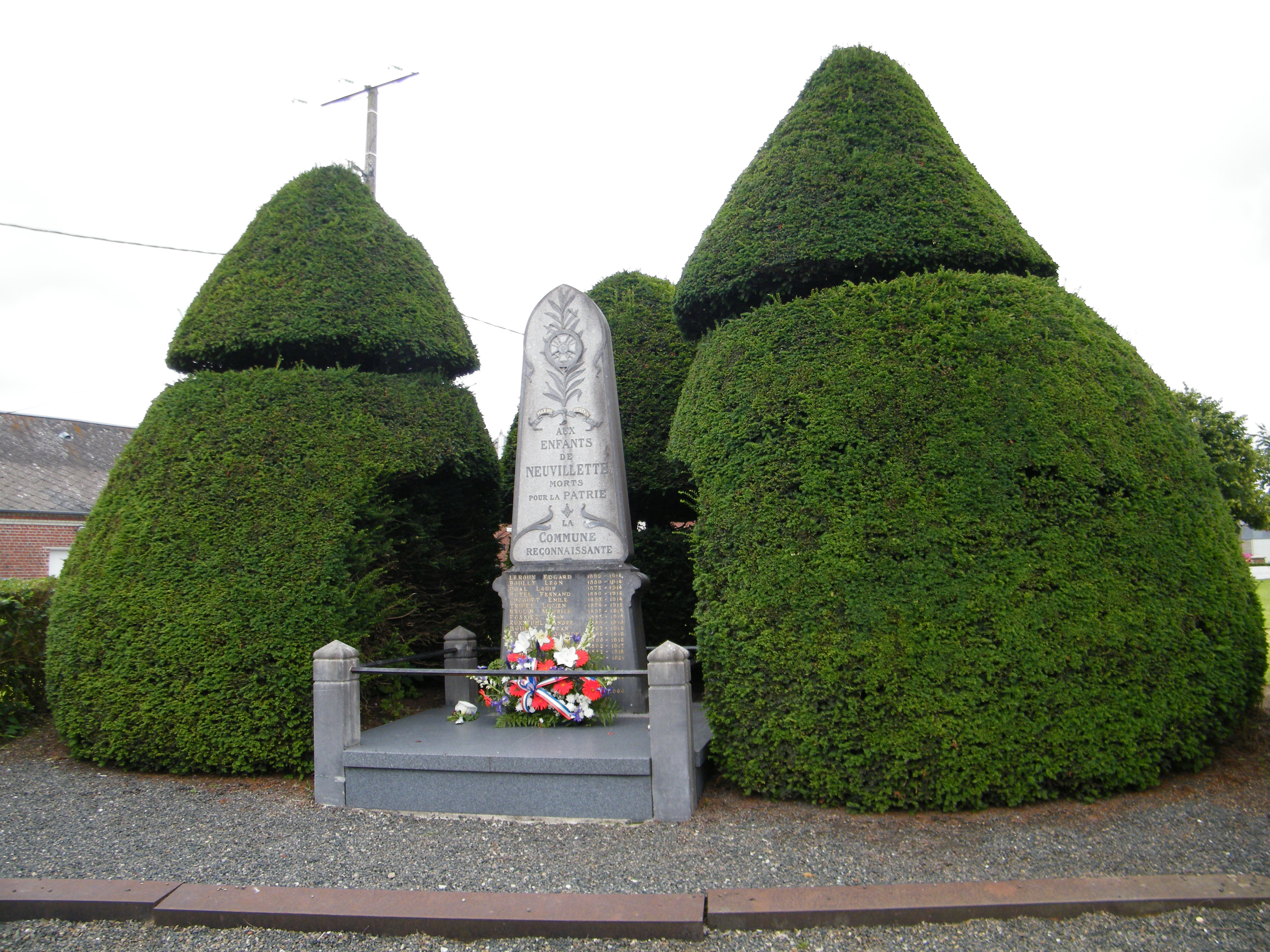

El 2007 la població en edat de treballar era de 117 persones, 89 eren actives i 28 eren inactives. De les 89 persones actives 78 estaven ocupades (45 homes i 33 dones) i 11 estaven aturades (3 homes i 8 dones). De les 28 persones inactives 4 estaven jubilades, 9 estaven estudiant i 15 estaven classificades com a «altres inactius».

### Ingressos
El 2009 a Neuvillette hi havia 75 unitats fiscals que integraven 196 persones, la mediana anual d'ingressos fiscals per persona era de 15.423 €.

### Activitats econòmiques
Dels 4 establiments que hi havia el 2007, 1 era d'una empresa de construcció, 1 d'una empresa de comerç i reparació d'automòbils, 1 d'una empresa d'hostatgeria i restauració i 1 d'una empresa immobiliària.
Dels 2 establiments de servei als particulars que hi havia el 2009, 1 era un taller de reparació d'automòbils i de material agrícola i 1 electricista.
L'any 2000 a Neuvillette hi havia 9 explotacions agrícoles que ocupaven un total de 245 hectàrees.

## Poblacions més properes
El següent diagrama mostra les poblacions més properes.